# DVB-C
DVB-C (ang. Digital Video Broadcasting – Cable) – standard systemu telewizji cyfrowej DVB przeznaczony do stosowania w sieciach kablowych. Jego następcą jest DVB-C2.

## Cechy transmisji cyfrowej

Schemat transmisji systemu DVB-C

Cyfrowa kompresja obrazu i dźwięku (w standardzie MPEG-2 lub coraz częściej MPEG-4) umożliwia przesłanie wielokrotnie większej liczby programów telewizyjnych i radiowych niż w przypadku analogowej telewizji kablowej przy wykorzystaniu podobnego zakresu częstotliwości.
Programy przesyłane drogą cyfrową mają lepszą jakość obrazu i dźwięku.
Przekaz cyfrowy cechuje się również mniejszą podatnością na zakłócenia.
Transmisja cyfrowa umożliwia także dodanie szeregu usług dodatkowych jak:
- ścieżki dźwiękowe z różnymi wersjami językowymi np. angielski,
- dźwięk w formacie Dolby Digital,
- informacje o nadawanych programach, program telewizyjny (EPG),
- kodowanie kanałów w celu ograniczenia kręgu odbiorców, umożliwiające łatwe ustalanie pakietów programów (DVB-CA),
- telewizja wysokiej rozdzielczości,
- usługi multimedialne oraz telewizję na życzenie,
- poszerzenie pasma dla takich usług jak dostęp do internetu czy telefon (VoIP) będących niejednokrotnie w ofercie telewizji kablowej.

| Modulacja | Pasmo [MHz] | Pasmo [MHz] | Pasmo [MHz] | Pasmo [MHz] | Pasmo [MHz] |
| Modulacja | 2           | 4           | 5           | 8           | 10          |
| --------- | ----------- | ----------- | ----------- | ----------- | ----------- |
| 16QAM     | 6,41        | 12,82       | 19,23       | 25,64       | 32,05       |
| 32QAM     | 8,01        | 16,03       | 24,04       | 32,05       | 40,07       |
| 64QAM     | 9,92        | 19,23       | 28,85       | 38,47       | 48,08       |
| 128QAM    | 11,22       | 22,44       | 33,66       | 44,88       | 56,10       |
| 256QAM    | 12,82       | 25,64       | 38,47       | 51,29       | 64,11       |

## Odbiór programów
Odbiór programów przez końcowych użytkowników odbywa się przez przystawki podłączane do odbiornika telewizyjnego. Przystawki takie umożliwiają odbiór programów tylko na jednym telewizorze. Niektórzy operatorzy umożliwiają podłączenie dodatkowego dekodera DVB-C, jednak za dodatkową opłatą, która może być równa wysokości całego abonamentu.